# Taxeotis anthracopa
Taxeotis anthracopa là một loài bướm đêm trong họ Geometridae.